# Port lotniczy Chiquimula
Port lotniczy Chiquimula (Aeropuerto de Chiquimula) – port lotniczy zlokalizowany w mieście Chiquimula w Gwatemali.